# Arithmétiques
Les Arithmétiques (Arithmetica) est une œuvre mathématique en grec due à Diophante d'Alexandrie, qui a eu une grande influence dans l'histoire des mathématiques. Elle aurait été écrite au IIIe siècle de notre ère, selon l'hypothèse la plus courante chez les historiens, mais elle est difficile à dater.  Elle se présente comme une liste de problèmes résolus, de nature que l'on pourrait qualifier aujourd'hui d'arithmétique ou algébrique : les problèmes se traduisent par des équations polynomiales portant sur des nombres rationnels positifs.

## Composition
Elle aurait comporté  à l'origine 13 livres, dont 10 seulement nous sont parvenus, et seulement six en grec, grâce à des copies byzantines dont la plus ancienne date du XIIIe siècle. Les quatre autres ne sont connus que par une traduction arabe du Xe siècle, grâce à un manuscrit de la toute fin du XIIe siècle, identifié en 1971 par Roshdi Rashed.
Diophante fournit une collection de 130 problèmes d'algèbre donnant les solutions numériques d'équations déterminées (à solution unique) et indéterminées. 

## Postérité et influences

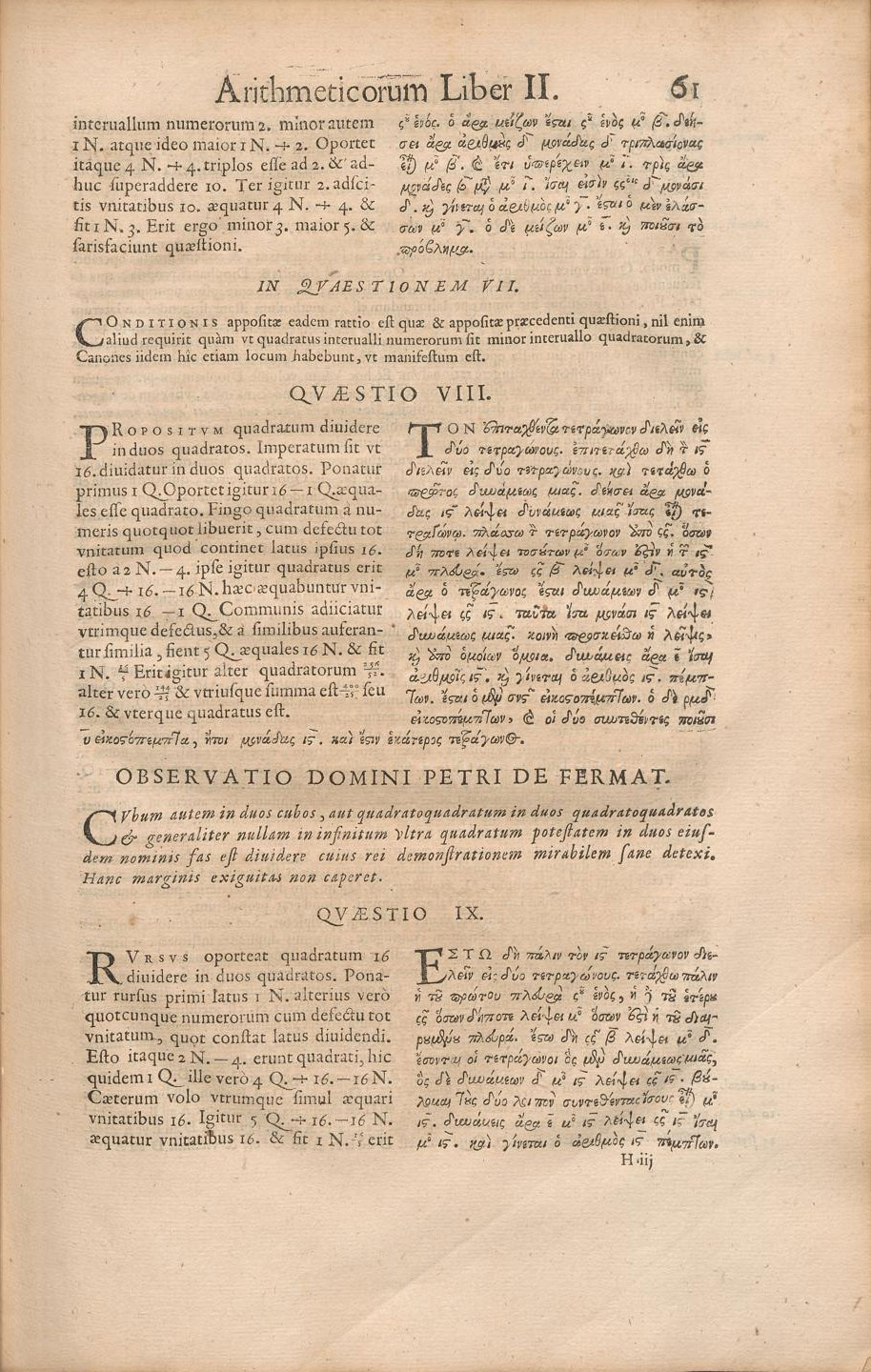
Extrait de Arithmetica

En référence à Diophante et à ses Arithmétiques, les équations polynomiales sur les nombres entiers sont appelées équations diophantiennes, et l'étude de celles-ci est l'analyse diophantienne.
L'œuvre de Diophante a inspiré Pierre de Fermat qui a proposé son dernier théorème, annoté dans la marge de l'exemplaire en sa possession. Le théorème affirme que lorsque {\displaystyle n} est un entier strictement plus grand que 2, l'équation {\displaystyle x^{n}+y^{n}=z^{n}} n'a pas de solutions {\displaystyle x,y,z} entiers non nuls.

## Référence
1. ↑  Houzel 1996.